# Faro de Sõrve
El faro de Sõrve (Estonio: Sõrve Tuletorn) es un faro situado en el municipio de Torgu, en la isla de Saaremaa, Estonia. 

## Historia
El faro actual está ubicado en una torre cilíndrica que se construyó como reemplazo de la estructura anterior de madera que sirvió como guía entre 1945 y 1960.